# Francisco Cepeda (Dominicain)
 (avril 2023).
Pour les articles homonymes, voir Cepeda.
Francisco Cepeda, né en 1532 dans la province espagnole de La Mancha et décédé en 1602 au Guatemala alors possession espagnole de la Nouvelle-Espagne est un prêtre dominicain espagnol missionnaire et linguiste.

## Biographie
Entré chez les dominicains dans la province dominicain d'Ocaña en Espagne, il est envoyé comme missionnaire en Nouvelle-Espagne. Il arrive au Mexique et après un premier temps d'adaptation il est envoyé dans le sud au Chiapas pour participer à l'évangélisation les indiens de la région. Rapidement il fait le constat des difficultés de l'évangélisation en l'absence d'une connaissance suffisante des langues locales. Il s'applique alors à rédiger une méthode d'apprentissage de plusieurs langues indiennes, méthode qui porte son nom même s'il s'agit probablement d'un travail collectif. Cet ouvrage intitulé "Artes de los idiomas Chiapanecos, Zoque, Tzendal y Chinanteco", disparu aujourd'hui, est, dans l'histoire missionnaire, une des premières méthodes d'apprentissages des langues indiennes publiée en Amérique.
Les archives des Dominicains indiquent par ailleurs qu'en 1593 il est nommé provincial des Dominicains du Guatemala. Il semble aussi avoir été un collaborateur actif de l'inquisition dans la région. 